# Tes-Chemskij kožuun
Il Tes-Chemskij kožuun (in russo Тес-Хемский кожуун?; in tuvano: Тес-Хем кожуун) è un distretto della Repubblica di Tuva, nella Siberia Orientale. Occupa una superficie di 6 680 chilometri quadrati, è suddiviso in 7 sumon, ospita una popolazione di circa 8 966 abitanti e ha come capoluogo il villaggio di Samagaltaj.
Il maggior fiume che attraversa un tratto del distretto è il Tes-Chem. Si trova sul suo territorio parte della cresta orientale dei monti Tannu-Ola.